# Microterys kotinskyi
Microterys kotinskyi är en stekelart som först beskrevs av David Timmins Fullaway 1913. 
Microterys kotinskyi ingår i släktet Microterys och familjen sköldlussteklar. Inga underarter finns listade i Catalogue of Life.